# Gusztáv Jány
El Coronel General Vitéz Gusztáv Jány (21 de octubre de 1883, Rajka - 26 de noviembre de 1947, Budapest) fue comandante del 2.º Ejército Real Húngaro durante la batalla de Stalingrado. El general Vitéz Gusztáv Jány tuvo que hacer frente a la mayor derrota militar más brutal del Ejército Real Húngaro durante la Segunda Guerra Mundial en la batalla de Stalingrado. Sus fuerzas, que protegían uno de los flancos del VI Ejército Alemán.   
Veterano del Ejército imperial austro-húngaro durante la Primera Guerra Mundial y de los conflictos fronterizos que tuvo que lidiar Hungría tras el fin del conflicto, el General Jány era uno de los hombres de confianza del Regente húngaro Miklós Horthy. Durante los años de entreguerras fue ascendiendo paulatinamente en el escalafón militar siendo, ya al inicio de la Segunda Guerra Mundial, el Comandante en Jefe del Primer Cuerpo de Ejército. En 1940, en plenos reajustes fronterizos con Rumanía, pasó a dirigir el II Ejército, que se uniría a las fuerzas alemanas del grupo sur en abril de 1942, justo a tiempo de participar, en junio de ese año, en la Operación Azul, la ofensiva alemana de verano que acabaría en el desastre de Stalingrado.
Tras su traumática experiencia y en el declive en el frente Soviético se retiró del servicio activo y después de la caída de la Regencia del Almirante Miklós Horthy se negó a servir al régimen fascista pronazi húngaro de la Cruz Flechada liderado por Ferenc Szálasi, denominado "Gobierno de la Unidad Nacional" (en Húngaro: Nemzeti Összefogás Kormánya), que asumió el poder el 16 de octubre de 1944. 

## En la posguerra - juzgado por su apoyo al Gobierno deMiklós Horthy
Jány regresó voluntariamente a Hungría en 1946, donde fue arrestado y acusado de crímenes de guerra. Su caso no fue llevado ante un tribunal militar ordinario, sino ante un tribunal popular de carácter político, fuertemente influenciado por los comunistas que buscaban usarlo con fines propagandísticos. A pesar de la falta de pruebas sólidas —incluso el tribunal tuvo que devolver el expediente a la fiscalía por insuficiencia de evidencias—, fue condenado a muerte bajo la acusación de ordenar la ejecución de civiles y de haber apoyado la guerra. Ambos cargos eran endebles: el primero nunca se comprobó y el segundo era absurdo, pues, como soldado, Jány no tuvo decisión en que Hungría entrara en la guerra contra la URSS. La única acción moralmente cuestionable atribuida a él fue ordenar el fusilamiento de uno de cada diez soldados que huyeron ante los soviéticos, medida que en realidad fue más simbólica, aplicada con indulgencia y finalmente revocada por él mismo. Sin embargo, el juicio siguió adelante, se negó a pedir clemencia y fue ejecutado en 1948 por un pelotón de fusilamiento, siendo enterrado en el cementerio de Farkasrét en Budapest. En su tumba se inscribieron sus últimas palabras: “Yo no soy fuerte, pero Cristo está detrás de mí.” Décadas después, en 1993, el Tribunal Supremo de Hungría lo exoneró póstumamente, reconociendo la injusticia de aquel proceso.

## Condecoraciones
- Cruz de Hierro (1939)  primera clase

- Orden del Mérito del Reino de Hungría Gran Cruz en cinta de guerra con espadas.

- Orden del Mérito del Reino de Hungría "Gran Cruz"

- Medalla dorada al mérito militar en cinta militar en tiempos de paz

- Cruz de Comendador con Estrella de la Orden del Mérito del Reino de Hungría

- Cruz de Oficial de la Orden del Mérito del Reino de Hungría

- Cruz al Mérito Militar de 3.ª Clase con condecoración de guerra y espadas

- Cruz al Mérito Militar de 3.ª Clase con condecoración de guerra y espadas

- Medalla al mérito militar de plata en cinta de guerra con espadas

- Medalla al mérito militar de plata en cinta de guerra con espadas

- Medalla al mérito militar de bronce en cinta de guerra con espadas

- Cruz de fuego de 2.ª clase con corona
- Cruz de Defensa Nacional
- Medalla Conmemorativa húngara de la Primera Guerra Mundial
- Cruces de servicio prolongado para oficiales de primera clase
- Medalla conmemorativa de Transilvania
- Cruz del Jubileo de 1908
- Cruz de movilización 1912/13
- Orden de la Corona de Italia Caballero "Gran Cruz"
- Orden del Águila Alemana con estrella
- Cruz de Comendador de la Orden de la Corona de Italia
- Cruz de Hierro de 2.ª Clase (1914, con broche de 1939)
- Estrella de Galípoli
- Medalla conmemorativa de la guerra (Austria)

## Insignia de Cuello
- Cruz de Caballero de la Cruz de Hierro (31 de marzo de 1943)

## Insignia
- Insignia de la Orden de Vitéz